# Hội chứng Savant
Hội chứng bác học là một hội chứng - bệnh ở người, làm cho người bệnh có một hoặc vài khả năng xuất chúng, vượt xa mức trung bình. Tên của hội chứng bắt nguồn từ tiếng Pháp là SAVANT (sa- văng) có nghĩa là "nhà bác học", "người xuất chúng", nên cũng còn được gọi là hội chứng savant (không viết hoa), trong thuật ngữ Y học Pháp, từ này được gọi là syndrome du savant hoặc savantisme. Các hiểu biết, kỹ năng hay kỹ xảo mà người bệnh mắc hội chứng bác học có được thường là xuất sắc hoặc rất xuất sắc, luôn liên quan đến não, nhất là bộ nhớ của người bệnh. Những khả năng xuất sắc của người bệnh thường thể hiện ở khả năng tính toán rất nhanh, nhớ rất nhiều, chơi nhạc cụ và sáng tác rất tài giỏi, hoặc khả năng hội họa khác thường. Thông thường, mỗi người bệnh bác học chỉ có một kỹ năng đặc biệt xuất hiện.
Những người mắc bệnh nói chung có rối loạn thần kinh như rối loạn phổ tự kỷ do di truyền (bẩm sinh) hoặc do bị chấn thương não. Tuy nhiên, không phải bất cứ người nào mắc hội chứng này cũng là người bất thường, hoặc bị bệnh thần kinh hay tâm thần, chẳng hạn như "bác học âm nhạc đột xuất" Derek Amato là một người khỏe mạnh bình thường, có vợ với ba người con bình thường, hiện vẫn liên tục biểu diễn âm nhạc và phát hành các album.
Khoảng một nửa các trường hợp có liên quan đến chứng tự kỷ và có thể được gọi là "những người tự kỷ". Trong khi tình trạng bệnh này thường trở nên rõ ràng ở thời thơ ấu, một số trường hợp có thể phát triển sau này trong cuộc sống. Nó không được công nhận là một rối loạn tâm thần trong DSM-5.
Tình trạng này rất hiếm. Một ước tính là nó ảnh hưởng đến khoảng một trong một triệu người. Các trường hợp tính trạng của nữ giới thậm chí còn ít phổ biến hơn so với nam giới. Ca y tế được ghi lại đầu tiên của tình trạng này là vào năm 1783. Trong số những người mắc chứng tự kỷ từ 1 đến 10 đến 200 có hội chứng savant ở một mức độ nào đó. Người ta ước tính rằng có ít hơn một trăm người có hội chứng Savant với những kỹ năng phi thường hiện đang sống.

## Dấu hiệu và triệu chứng

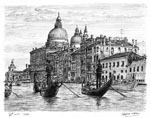
Venice của nghệ sĩ mắc hội chứng Savant Stephen Wiltshire

Kỹ năng Savant thường được tìm thấy trong một hoặc nhiều trong năm lĩnh vực chính: nghệ thuật, trí nhớ, số học, khả năng âm nhạc và kỹ năng không gian. Các loại người ăn chay phổ biến nhất là những người savant thuộc lịch, "lịch người", là người có thể tính ngày trong tuần cho bất kỳ ngày nào với tốc độ và độ chính xác, hoặc nhớ lại ký ức cá nhân từ bất kỳ ngày nào. Bộ nhớ nâng cao là "siêu năng lực" quan trọng trong các kỹ năng Savant.
Khoảng một nửa số người Savant bị tự kỷ; nửa còn lại thường có một số dạng chấn thương hoặc bệnh ở hệ thống thần kinh trung ương. Người ta ước tính rằng 10% những người mắc chứng tự kỷ có một số dạng khả năng Savant.